# Die Siedler von Catan – Einsteigervariante
Die Siedler von Catan – Einsteigervariante ist eine im Dezember 2009 zusammen mit der Einzelhandelskette penny herausgebrachte Version des Die-Siedler-von-Catan-Brettspiels von Klaus Teuber. Die Größe der Schachtel beträgt nur 25 cm × 25 cm, während das übliche Maß 29,8 cm × 29,8 cm ist.

## Inhalt
- 13 Spielplanteile:
  - 7 einzelne Landschaftsfelder beidseitig bedruckt (Ackerland 3/Wüste, Ackerland 9/Wüste, Ackerland 10/12, Wald/Weide 5, Wald 3/9, Wald/Weide 11, Weide 10/12)
  - 3 Teile bestehend aus je 4 Landschaftsfeldern und dem Rand, beidseitig bedruckt:
    - Ackerland 6/4, Gebirge 10/8, Hügel 4/10, Wald 8/6
    - Gebirge 2/9, Hügel 9/8, Wald 4/2, Weide 8/4
    - Ackerland 5/5, Gebirge 6/11, Hügel 11/6, Weide 3/3

  - 3 Küstenfelder
- 6 Halteklammern zur Verbindung der Teile (und 3 Ersatzhalteklammern)
- 1 Räuber aus Pappe, zusammensteckbar
- 95 Rohstoffkarte
- 25 Entwicklungskarten
- 4 Baukostenkarten
- 2 Sonderkarten, Größte Rittermacht und Längste Handelsstraße
- 16 Städte, je 4 in den Spielerfarben
- 20 Siedlungen, je 5 in den Spielerfarben
- 60 Straßen, je 15 in den Spielerfarben
- 2 Würfel
- 20 Handelschips
- Spielanleitung (2 Seiten)
- Almanach (8 Seiten)

## Unterschiede zur normalen Ausgabe
Das Spielfeld wird aus 7 einzelnen Landschaften und 3 Teilen mit je 4 fest zusammenhängenden Landschaften aufgebaut und die Zahlen sind fest aufgedruckt, so dass weniger Variationsmöglichkeiten bestehen. Da es den Spielern beim variablen Aufbau freigestellt ist wie sie die Felder einsetzen, lassen sich durch die unterschiedlichen Rückseiten aber Varianten bilden, in denen einige Felder häufiger oder in geringerer Anzahl als im normalen Spiel vorkommen. So ist ein Aufbau mit 5 Weiden und 3 Wäldern und/oder 5 Ackerländern ohne Wüste bzw. 3× Ackerland und 2× Wüste möglich. Auch ist es möglich, dass einige Zahlen häufiger oder in geringerer Anzahl als beim normalen Spiel vorkommen.
Die Felder sind deutlich kleiner als die normalen Landschaftsfelder. Der Abstand zweier Kanten beträgt nur 49 statt 79 mm. Statt der üblichen Spielfiguren aus Holz oder Kunststoff werden Pappteile mit aufgedruckten Siedlungen, Städten und Straßen verwendet und der Räuber aus 2 Pappteilen zusammengesetzt.
Neben der in der Spielanleitung beschriebenen Variante für 3 und 4 Spieler, enthält der Almanach eine Variante für 2 Spieler die sich an der schon in den Catan-News 2006 bzw. H&B veröffentlichten Zweier-Variante orientiert, nur dass die anfänglichen neutralen Siedlungen nicht vorgegeben, sondern von den Spielern in der Gründungsphase frei gewählt werden können.

## Weitere einfache Versionen
- Paper & Pencil
- Simply Catan
- Catan – Minispiel